# Orthetrum sabina
Orthetrum sabina é uma espécie de libélula.